# Mazowsze
Národní soubor lidových písní a tanců „Mazowsze“ patří k význačným folkloristickým souborům v Polsku. Svým zpěvem i tancem si v průběhu své existence získal nejen uznání odborné veřejnosti, ale i vysokou popularitu.

## Historie

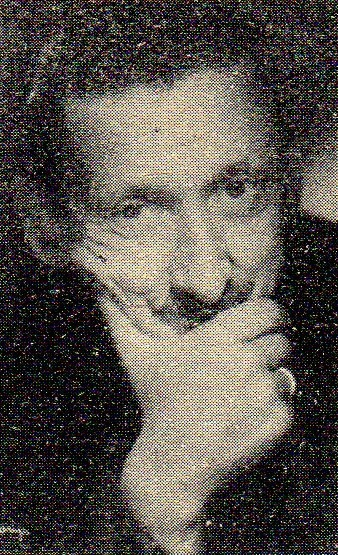
Tadeusz Sygietynski

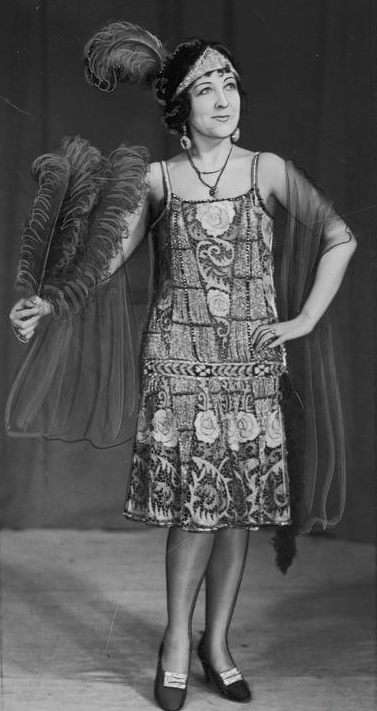
Mira Zimińska-Sygietyńska

Myšlenka založení vznikla v troskách bombardované Varšavy. Tadeusz Sygietyński (1896 – 1055), skladatel a milovník folklóru a Mira Zimińska-Sygietyńska (1901 – 1997), jedna z nejslavnějších předválečných varšavských hereček, přísahali, že pokud přežijí válku, založí kapelu.
Soubor „Mazowsze“ byl zřízen výnosem ministerstva kultury a umění dne 8. listopadu 1948 na doporučení prof..Tadeusze Sygietyńskeho. Jeho úkolem bylo pečovat o tradiční lidový repertoár založený na písních, zpěvech a tancích mazovského venkova a regionální umělecké tradici. Skupina měla zachránit folklór před záhubou a ukázat jeho rozmanitost, bohatost a krásu. Umělecký program zpočátku tvořily písně proložené tanci z oblastí středního Polska – Opoczno, Kurpie, ale rychle se začaly uplatňovat i tradice jiných regionů.
Mira Zimińska-Sygietyńska zanechala po válce hereckou kariéru a ujala se organizačních záležitostí. Tadeusz Sygietyński komponoval díla na základě původních památek lidových písní a na základě léty nabytých zkušeností (četba disertačních prací Oskara Kolberga, spolupráce s rozhlasem a divadlem, komunikace s mládeží).
Spolu se svým přítelem, varhaníkem z Klembówa Henrykem Wiśniewskim a jeho ženou Terezou, navštěvovali vesnické chatrče.  Při hledání historických oděvů Sygietyński a Wiśniewski také hledali nadanou mládež. Za sídlo týmu byla vybrána nemovitost z počátku 20. století u Varšavy nedaleko Pruszkowa, pojmenovaná po manželce jejího prvního majitele – Karolin. Než se Palác Karolin stal sídlem Mazowsze byl to pečovatelský dům a zařízení pro duševně nemocné. Přestěhování všech obyvatel kteří tam žili, bylo proto obtížné.
Koncem roku 1948 začaly do Karolinského paláce přijíždět první skupiny mladých lidí ze sousedních mazovských vesnic a měst. Prvním členům souboru nebylo více než 16 let a byli členy jednoho z Wiśniewského sborů. Karolíně přinesli melodie, originální kostýmy a svůj talent. Sygietyńští byli povinni nejen zajistit jídlo a podporu, ale především poskytnout svým svěřencům vzdělání. Sygietyńští se v té době přestěhovali do malého domku poblíž, aby byli se svými svěřenci neustále v kontaktu.
Po dvou letech studia, zkoušek a cvičení se 6. listopadu 1950 konala premiéra prvního programu „Mazowsze“ v Polském divadle ve Varšavě. Tehdejší repertoár tvořily písně proložené tanci z oblastí středního Polska: Opoczno, Kurpie a Mazovsko. Po varšavské premiéře byla pro skupinu nejdůležitější rozhodnout o rovnováze mezi koncerty, upřesnění programu a plány do budoucna. O rok později, v roce 1951, se Mazowsze vydal dobýt svět, počínaje SSSR. Usnesením Státní rady z 15. ledna 1953 „Za vysoce umělecký rozvoj a obohacení polských lidových písní a tance, jejich šíření v tuzemsku i zahraničí, zejména ve dnech 3. až 12. ledna 1953 v Moskvě“ Národní soubor lidových písní a tanců „Mazowsze“ byl oceněn Řádem praporu práce, 2. třídy. Po třech letech úřady povolily kapele překročit „železnou oponu“. Mazowsze navštívil Francii – Paříž 1. října 1954 a o šest let později USA.

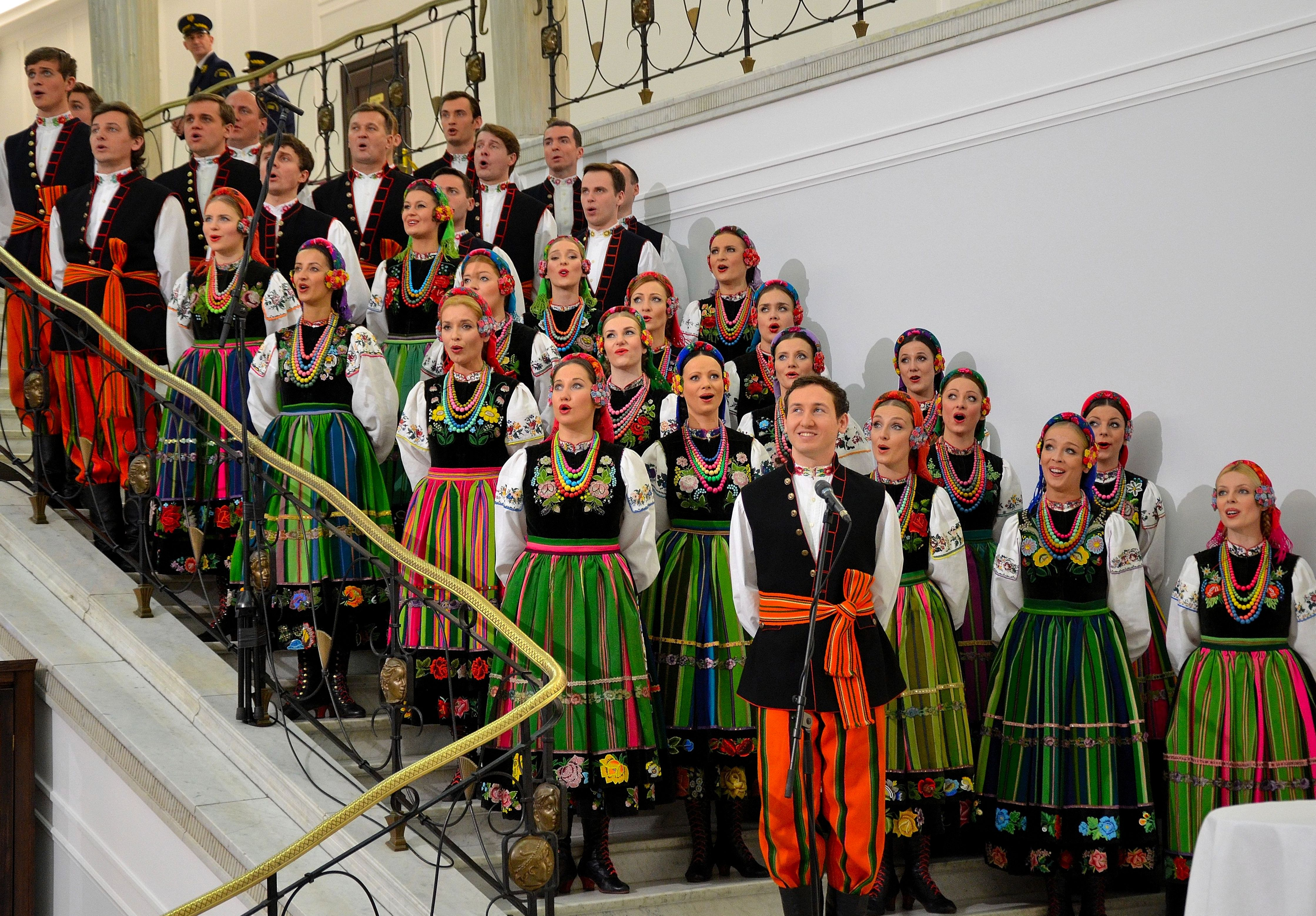
Mazowsze Spotkanie opłatkowe w Sejmie 2013

Rok 1955 vyvolal v Mazowsze smutek a otřásl budoucími plány týmu. Tadeusz Sygietyński zemřel. Uvažovalo se o rozpuštění souboru. „Kdyby nebylo Miry, nebyli by Sygietyński ani Mazowia,“ napsal Marian Hemar, básník a přítel kapely. Po smrti profesora převzala pozici ředitelky týmu Mira Zimińska-Sygietyńska. Právě ona udělala Mazowsze takový, jaký je dnes. Její zásluhou se v průběhu let rozšířil program do 39 národopisných regionů a vznikly dosud neznámé náboženské, vlastenecké a jiné písně. Právě díky ní Mazowsze získal celosvětovou slávu, Odehrál téměř 6 000 koncertů v Polsku a 51 zemích. Sbírka pečlivě vytvořených kostýmů z různých regionů v té době byla také úspěchem Mazowsze. Zimińska vedla tým více než 40 let, věnovala mu svůj talent, zkušenosti.
První choreografkou byla Jadwiga Hryniewiecka, kterou pozval Sygietyński. V roce 1986 začala se souborem pracovat Irena Jezierska (operní pěvkyně a sólistka) jako pedagožka sólového zpěvu a umělecká odbornice v oblasti vokální hudby. Po smrti Miry Zimińské-Sygietyńské v roce 1997 se ředitelkou souboru stala Brygida Linartas, která na tuto funkci v roce 2000 rezignovala. V letech dlouhé existence se ve skupině vystřídala na různých funkcích celá řada význačných polských osobnosti.
Soubor Mazowsze tvoří balet, sbor a symfonický orchestr, melodie pocházejí nejen z 39 etnografických oblastí Polska, ale i z celého světa.  Je to skupina 100 umělců, je zde 8 tun zavazadel, 1500 kostýmů a 60 let zkušeností. Mazowsze má za sebou 2,3 milionu ujetých kilometrů a 17 milionů diváků. Jde o koncerty na 168 místech v Polsku, 213 zahraničních zájezdů.

## Galerie

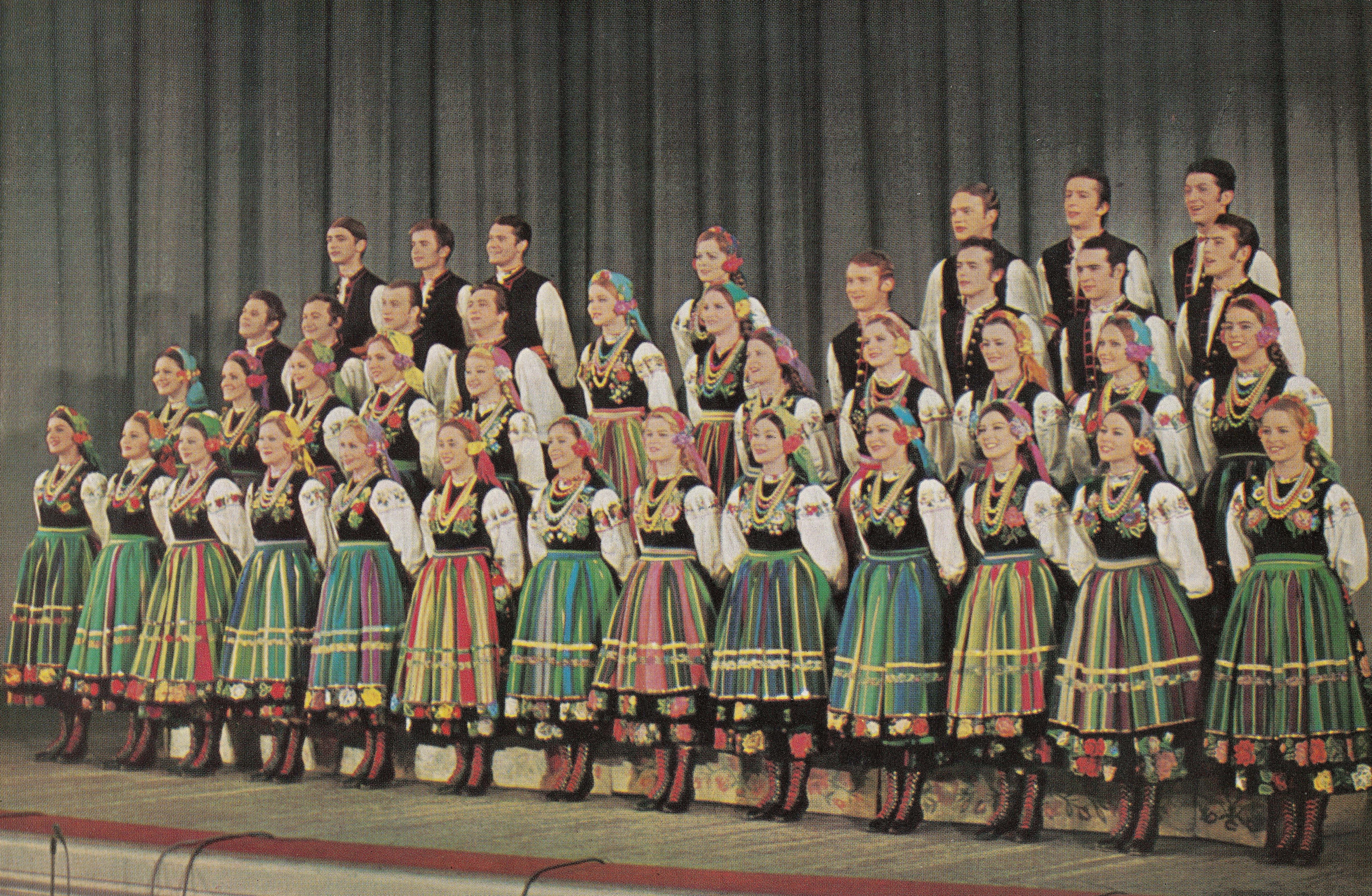
Mazowsze 70-léta
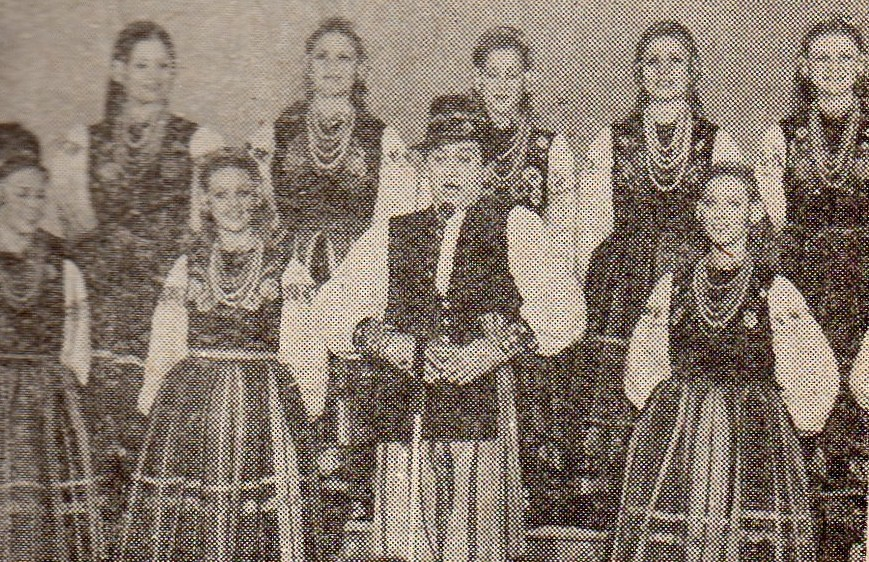
Mazowsze, Poznan, 80-léta
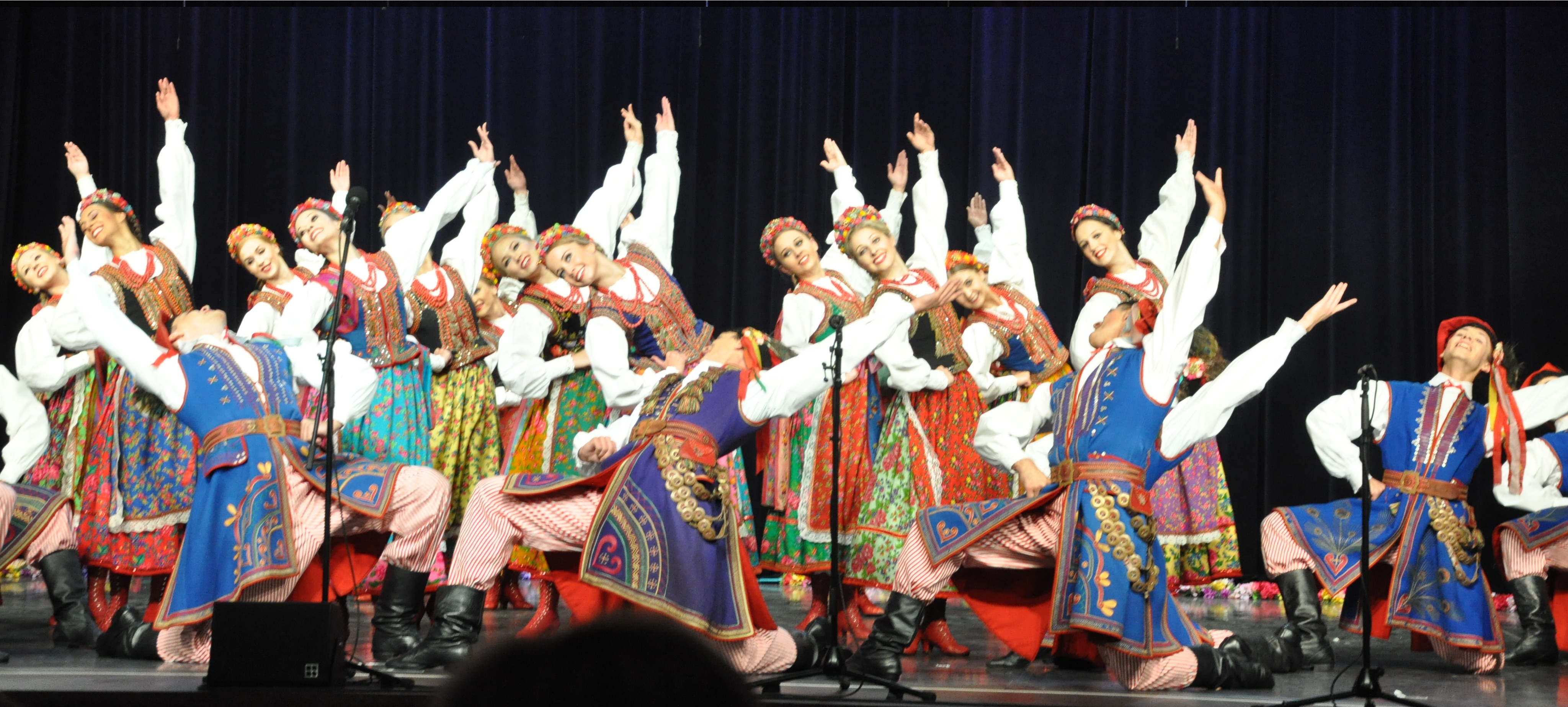
Mazowsze rok 2011
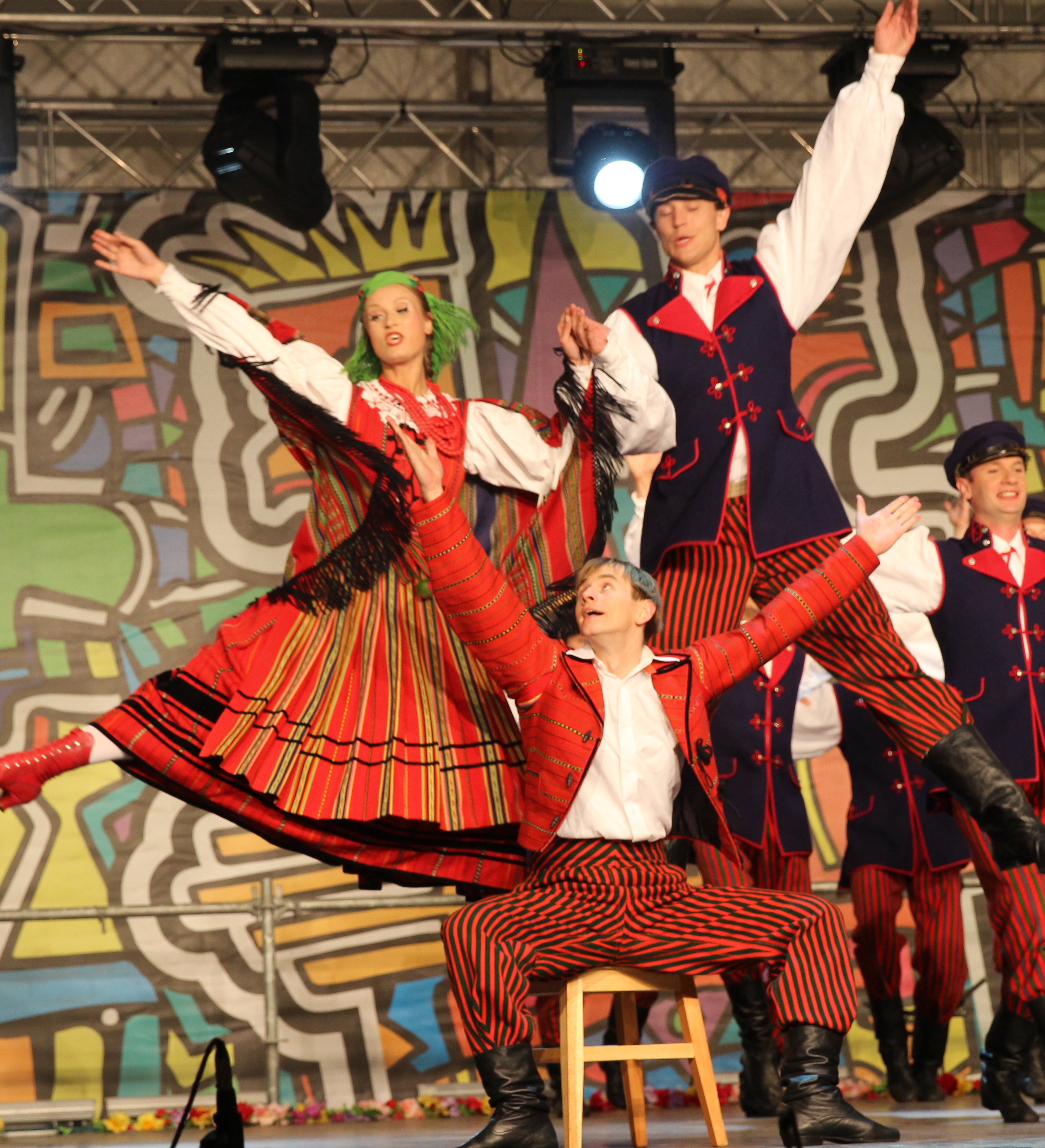
Mazowsze rok 2013
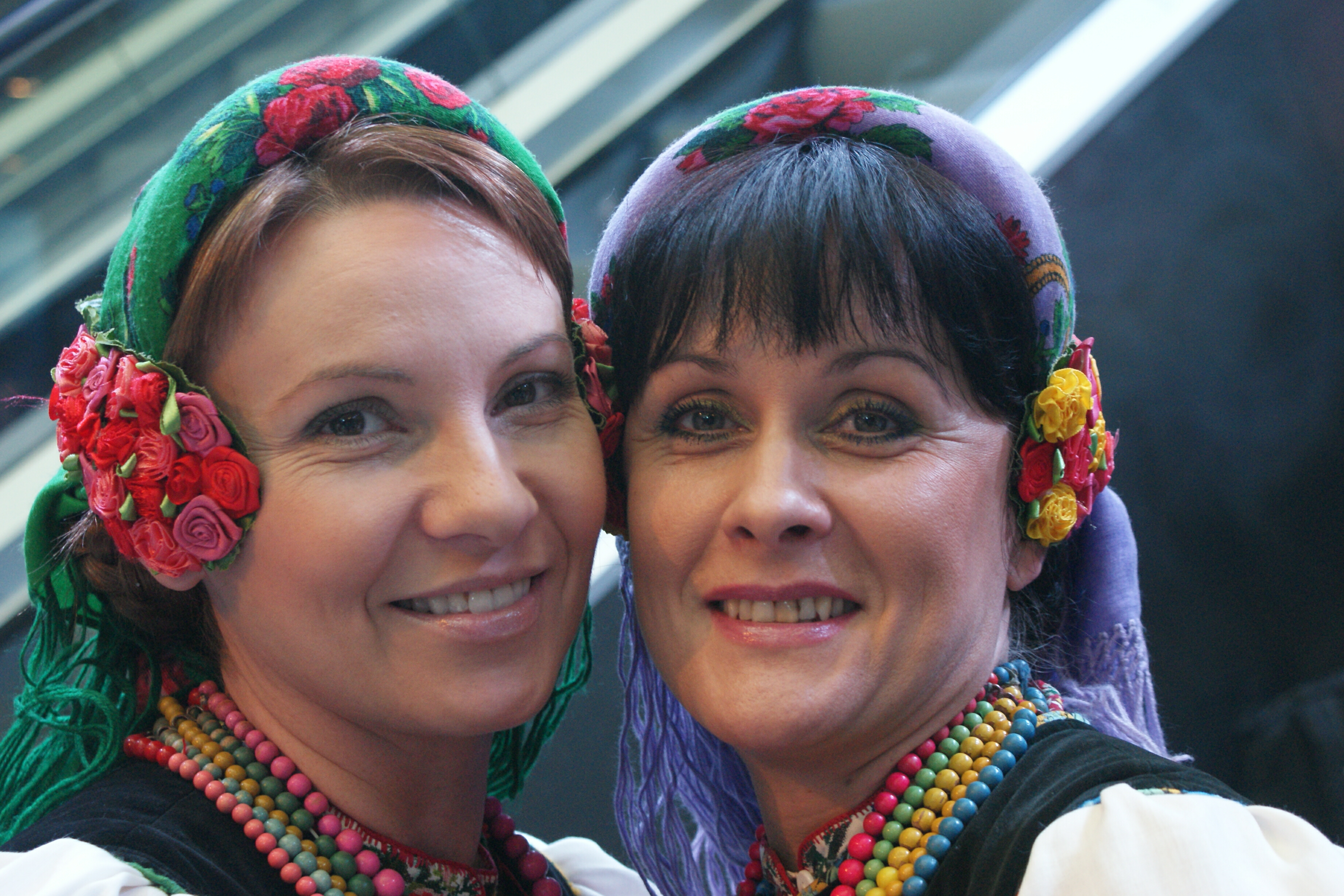
Mazowsze – zpěvačky Małgorzata Czaczkowska & Mirella Kostrzewa